# Зелена карета
«Зелена карета» (рос. «Зеленая карета») — російський радянський повнометражний кольоровий художній фільм, поставлений на кіностудії «Ленфільм» в 1967 році режисером Яном Фрідом.
Фільм розповідає про долю петербурзької акторки Варвари Асенкової.

## Зміст
Варвара Аксенкова — велика російська акторка першої половини XIX століття. Її трагічна творча доля і рання смерть були основою для цього фільму.

## Ролі
- Наталя Тенякова — Варвара Асенкова
- Володимир Честноков — Сосницький
- Олександр Суснін — Мартинов
- Ігор Дмитрієв — Микола Осипович Дюр
- Гліб Флоринський — Каратигін
- Олександр Борисов — керуючий Імператорськими театрами Гедеонов
- Володимир Еренберг — Храповицький
- Лідія Штикан — Олександра Асенкова
- Ігор Озеров — поручик Юрій Глєбов
- Ірина Губанова — Маша Донцова
- Тетяна Пілецька — Надія Самсонова (прототип — акторка Надія Самойлова)
- Олександр Соколов — Куликов
- Юліан Панич — наклепник князь Василь
- Гелій Сисоєв — Тросников
- Віктор Костецький — Перепельскій (прототип — Микола Олексійович Некрасов)

## В епізодах
- Анатолій Абрамов — працівник театру
- Ксенія Благовещенська — акторка
- Є. Боровська — акторка
- Юрій Дедович — князь Іраклій
- Михайло Іванов — Самсонов
- Сергій Карнович-Валуа — актор
- Валентина Ковель — акторка Александрінського театру
- Анатолій Королькевич — диригент
- Є. В. Лосакевич — вихователька
- Ганна Нікрітіна — директорка Імператорського училища
- Петро Нікашин — швейцар
- Олександр Орлов — актор
- Людмила Старіцина — костюмерка
- Кіра Гурецька
- Віра Ліпсток
- Георгій Сатині — ротмістр
- Іван Селянин
- У титрах не вказані:
- Владислав Стржельчик — імператор Микола I
- Роман Громадський — гусар
- Микола Кузьмін — двірник
- Валентина Пугачова циганка
- Галина Теплинська — епізод
- Станіслав Фесюнов — актор
- Степан Крилов — перехожий у театру
- Оскар Лінд — глядач

## Знімальна група
- Автор сценарію — Олександр Гладков
- Режисер-постановник — Ян Фрід
- Головні оператори — Лев Сокольський, Анатолій Назаров
- Оператор — В. Максимович
- Художники — Михайло Кроткін, Михайло Іванов
- Художник по костюмах — Тетяна Острогорська
- Композитор — Владлен Чистяков
- Звукооператор: Семен Шумячер
- Режисери — Марк Генин, І. Голинська
- Художник-гример — Г. Васильєва
- Монтажер — Євгенія Маханькова
- Редактор — Леонід Жежеленко
- Асистенти режисера — Н. Блинова, А. Сергєєва, Ернест Ясан
- Асистенти оператора — Микола Строганов, Ф. Тотров
- Комбіновані зйомки:
Художники — А. Александров, Михайло Кроткін
Оператори — Б. Дудов, Микола Покопцев
- Консультанти — В. Глінка, М. О. Гуковський, О. Харитонов
- Оркестр Ленінградської державної філармонії
Диригент — Віктор Федотов
- Директор картини — Тамара Самознаєва